# سكايغارد
سكايغارد (بالإنجليزية: Skyguard)‏ طائرة بدون طيار موجهة عن بعد، تم تطويرها وتصميمها بالكامل في المملكة العربية السعودية من قبل معهد الأمير سلطان لأبحاث التقنيات المتقدمة.
أستخدمت أحدث تقنيات الطائرات بدون طيار في تصنيعها، ويمكن أن تحلق على ارتفاع أقصى يبلغ 18,000 قدم مع مدة رحلة تصل إلى 8 ساعات، ويمكن لها حمل وزن يبلغ 50 كيلوغرام كحد أقصى، وزودت كاميرات نهاريه وليلية للرؤية تعمل بالأشعة تحت الحمراء. ويمكن أن تطير في أقصى مدى من 150 كم.